# Duke Ellington
Edward Kennedy «Duke» Ellington (Washington D. C., 29 de abril de 1899-Nueva York, 24 de mayo de 1974) fue un compositor, pianista y líder de una big band, lo que lo llevó a una carrera que abarcó más de cincuenta años, desde 1923 hasta su muerte.
Nacido en Washington D. C., a partir de mediados de los años veinte vivió en la ciudad de Nueva York, y ganó un perfil nacional a través de sus apariciones con la orquesta en el Cotton Club, en Harlem. En la década de los años treinta, su orquesta salió de gira a Europa. Aunque es considerado una figura fundamental en la historia del jazz, Ellington abraza la frase "más allá de la categoría" como un principio liberador, y se refiere a su música como parte de la categoría general Música estadounidense, más que de un género como el jazz.
Algunos de los miembros de su orquesta, como el saxofonista Johnny Hodges, son considerados parte de los mejores músicos de jazz. Ellington los unió en la más conocida unidad orquestal en la historia del jazz. Algunos miembros se quedaron en la orquesta durante varias décadas. Siendo un maestro en escribir miniaturas para el formato de grabación de tres minutos a 78 rpm (revoluciones por minuto), Ellington a menudo componía específicamente para mostrar el estilo y habilidades individuales de sus músicos.
Ellington escribió más de mil composiciones, a menudo colaborando con otros; su extenso cuerpo de trabajo es el legado personal grabado de jazz más extenso, y muchas de sus obras se han convertido en estándares (canción de popularidad establecida que sirve como modelo de un estilo). También grabó canciones escritas por sus compañeros de banda, por ejemplo "Caravan" y "Perdido" de Juan Tizol, lo que dio un tinte español a la big band de jazz. Después de 1941, colaboró con el compositor, arreglista y pianista Billy Strayhorn, a quien llamó su compañero de escritura y arreglo. Con Strayhorn, compuso muchas composiciones extendidas, o suites, así como pequeñas piezas adicionales. Seguido de una presentación en el Newport Jazz Festival, en julio de 1956, Ellington y su orquesta disfrutaron de un gran renacimiento de su carrera y se embarcaron en giras mundiales. Ellington grabó para la mayoría de las compañías discográficas estadounidenses de su era, actuó en varios filmes y compuso para varias películas y musicales.
Su reputación continuó en ascenso después de su muerte, y se le entregó un Premio Pulitzer especial por su música en 1999.

## Primeros años
Edward Kennedy Ellington nació el 29 de abril de 1899 en Washington D. C., sus padres fueron James Edward Ellington y Daisy (Kennedy) Ellington, ambos pianistas. Daisy tocaba principalmente canciones de salón y James prefería las arias operísticas. Vivían con sus abuelos maternos en el 2129 de Ida Place (ahora World Place), NY, en el barrio extremo oeste de Washington D. C. El padre de Duke nació en Lincolnton, Carolina del Norte, el 15 de abril de 1879, y se mudó a Washington D. C. en 1886 con sus padres. Daisy Kennedy nació en Washington D. C. el 4 de enero de 1879, fue la hija de un antiguo esclavo. James Ellington realizó planos para la Armada de los Estados Unidos. Cuando Ellington era un niño, su familia mostró orgullo y apoyo racial en su hogar, así como hicieron muchas otras familias. Los afroamericanos de D. C. trabajaron para proteger a sus hijos de las leyes de la era Jim Crow.
A la edad de siete años, Ellington comenzó a tomar lecciones de piano de Marietta Clinkscales. Daisy rodeó a su hijo de mujeres dignificadas para reforzar sus modales y enseñarle a vivir elegantemente. Los amigos de la infancia de Ellington notaron que su estilo casual, improvisado, su gracia natural, y su vestir pulcro le dieron el aspecto de un joven noble, y comenzaron a llamarlo "Duke" (duque). Ellington le da crédito a su amigo Edgar McEntree por el sobrenombre. "Creo que sintió que para yo fuera elegible para acompañarlo constantemente, debía tener un título. Así que me llamó Duke".
Aunque Ellington tomó lecciones de piano, estaba más interesado en el béisbol. "El presidente Roosevelt (Teddy) a veces venía en su caballo, se paraba y nos miraba jugar", recuerda. Ellington fue a la Armstrong Technical High School en Washington D. C. Obtuvo su primer trabajo vendiendo cacahuates a los senadores de Washington en los partidos de béisbol.
En el verano de 1914, mientras trabajaba como un soda jerk en el Poodle Dog Café, Ellington escribió su primera composición, "Soda Fountain Rag" (Rag de la fuente de sodas). Creó la pieza por oído, pues no había aún aprendido a leer y escribir música. "Tocaba el 'Soda Fountain Rag' como un vals de un solo paso, de paso doble, un tango y un fox trot", recuerda Ellington. "La audiencia nunca supo que era la misma pieza. Se creía que tenía mi propio repertorio". En su autobiografía, Music is my Mistress (La música es mi amante) (1973), escribió que extrañó las clases de piano a las que iba, sintiendo en aquel tiempo que tocar el piano no era su talento.
Comenzó a entrar a escondidas a la sala de billar de Frank Holiday a la edad de catorce años. Escuchar a los pianistas de la sala de billar tocar, el amor de Ellington por el instrumento se encendió, y comenzó a recibir estudios de piano en serio. Entre los muchos pianistas que escuchó están Doc Perry, Lester Dishman, Louis Brown, Turner Layton, Gertie Wells, Clarence Bowser, Sticky Mack, Blind Johnny, Cliff Jackson, Claude Hopkins, Phil Wurd, Caroline Thornton, Luckey Roberts, Eubie Blake, Joe Rochester y Harvey Brooks.
Comenzó a escuchar, mirar e imitar a los pianistas de ragtime, no solo en Washington D. C., sino también en Filadelfia y Atlantic City, a donde fue de vacaciones con su madre durante los meses de verano. Se dice que Ellington perdió la virginidad en el tren en un viaje a Atlantic city a los 14 años. El maestro de música Henry Lee Grant, de la Dunbar High School, le dio lecciones privadas de armonía. Con la guía adicional del pianista de Washington y líder de banda Oliver "Doc" Perry, Ellington aprendió a leer partituras, proyectar un estilo profesional, y mejorar su técnica. También fue inspirado por sus primeros encuentros con los pianistas de stride James P. Johnson y Luckey Roberts. Más tarde en Nueva York, fue asesorado por Will Marion Cook, Fats Waller y Sidney Bechet. Comenzó a tocar en conciertos en cafés y clubes en y alrededor de Washington D. C. Su apego a la música era tan fuerte que en 1916 rechazó una beca de arte del Instituto Pratt en Brooklyn. Tres meses antes de graduarse abandonó la Armstrong Manual Training School, donde estaba estudiando arte comercial.
Mientras trabajaba como un pintor de señales independiente desde 1917, comenzó a formar grupos para tocar en bailes. En 1919 conoció al baterista Sonny Greer de Nueva Jersey, quien alentó sus ambiciones de volverse un músico profesional. Ellington construyó su negocio musical a través de su trabajo de día: cuando un cliente le pedía hacer una señal para un baile o una fiesta, él le preguntaría si tenía algún entretenimiento musical; de no ser así, Ellington ofrecería tocar para la ocasión. También tenía un trabajo de mensajero con los departamentos de la Armada estadounidense y Estado, donde consiguió un amplio rango de contactos. Se mudó de la casa de sus padres y se compró una propia mientras se volvía un pianista exitoso. Al principio, tocó en otros ensambles, y a finales de 1917 formó su primer grupo, "The Duke's Serenaders" ("La rondalla del duque", su anuncio del directorio telefónico los nombraba "Colored Syncopators", sincopadores de color). También era el agente del grupo. Su primer concierto fue en el Hall del True Reformer, de donde regresó a casa con 75 centavos.
Tocó a lo largo del área de Washington D. C. y en Virginia para fiestas y bailes privados de sociedad. La banda incluía a su amigo de la infancia Otto Hardwick, quien comenzó tocando el contrabajo, moviéndose luego al saxofón en Do y finalmente estableciéndose en el saxofón alto; Arthur Whetsol en la trompeta; Elmer Snowden en el banjo; y Sonny Greer en la batería. La banda prosperó, tocando tanto para audiencias afroamericanas como para blancos, una rareza en la sociedad segregada de la época.

## Carrera musical

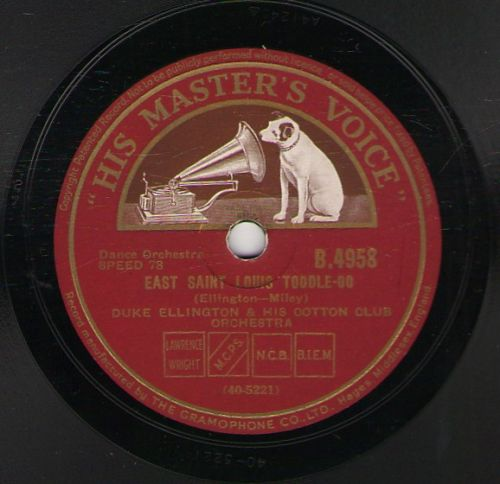
"East St. Louis Toodle-Oo" (1927)

### Inicios musicales
Cuando su baterista Sonny Greer fue invitado a unirse a la orquesta Wilber Sweatman en la ciudad de Nueva York, Ellington tomó la fatídica decisión de dejar atrás su exitosa carrera en Washington D. C. y trasladarse a Harlem, volviéndose parte del Renacimiento de Harlem. Nuevas modalidades de baile, como el charlestón, emergieron en Harlem, así como teatro musical afroamericano, incluyendo la obra «Suffle Along» de Eubie Blake. Después de que los jóvenes músicos dejaran la orquesta Sweatman para trabajar por cuenta propia, encontraron una escena de jazz emergente que era altamente competitiva y difícil de roer. Competían en el billar de día y tocaban en cualquier concierto que pudieran encontrar. La joven banda conoció al pianista de stride Willie "The Lion" Smith, quien los introdujo a la escena y les dio dinero. Después tocaron en fiestas de rent-house (fiestas donde los inquilinos de un lugar contrataban a músicos para que tocaran mientras pasaban un sombrero para recolectar dinero y poder pagar la renta) para recibir ingresos. Después de algunos meses, los jóvenes músicos regresaron a Washington D. C., sintiéndose desanimados.
En junio de 1923, un concierto en Atlantic City, Nueva Jersey, les trajo una fecha de concierto en el prestigioso Club Exclusivo en Harlem. Esto fue seguido en septiembre de 1923 por una oferta del Hollywood Club –número 49 de Broadway– y un compromiso de cuatro años, lo que le dio a Ellington una sólida base artística. Era conocido por tocar la corneta al final de cada presentación. El grupo era llamado inicialmente Elmer Snowden y su Black Sox Orchestra, contando con siete miembros, incluyendo el trompetista James "Bubber" Miley. Después se renombraron The Washingtonians. Snowden dejó el grupo a principios de 1924 y Ellington tomó su lugar como líder de la banda. Después de un incendio, el club fue reabierto como el Club Kentucky (a menudo referido como el Kentucky Club).
Ellington realizó ocho grabaciones en 1924, recibiendo créditos de composición en tres, incluyendo "Choo Choo". En 1925, contribuyó con cuatro canciones a Chocolate Kiddies protagonizada por Lottie Gee y Adelaide Hall, un show completamente afroamericano que introdujo a audiencias europeas al estilo y artistas afroamericanos. Duke Ellington y su Kentucky Club Orchestra creció a un grupo de diez ejecutantes; desarrollaron su propio sonido desplegando la expresión no tradicional de los arreglos de Ellington, los ritmos callejeros de Harlem, los exóticos gruñidos y wah-wahs del trombón, trompetas chillonas y sensuales lamidas de blues de los saxofones. Por un corto tiempo, el saxofonista Sidney Bechet tocó con ellos, impartiendo su propulsivo swing y musicalidad superior a los jóvenes miembros de la banda.

### Compromiso con el Cotton Club
En octubre de 1926, Ellington realizó un acuerdo con el agente-editor Irvin Mills, dándole 45 % de interés de su futuro. Mills tenía un ojo para nuevos talentos y publicó composiciones de Hoagy Carmichael, Dorothy Fields y Harold Arlen al comienzo de sus carreras. Después de grabar un puñado de títulos acústicos durante 1924–26, el contrato de Ellington con Mills le permitió grabar prolíficamente, aunque a veces grababa diferentes versiones de la misma melodía. Mills a menudo tomó el crédito de cocompositor. Desde el principio de su relación, Mills arregló sesiones de grabación en casi cada sello, incluyendo Brunswick, Victor, Columbia, OKeh, Pathê (y su sello Perfect), el grupo de sellos ARC/Plaza (Oriole, Domino, Jewel, Banner) y sus sellos de baratijas (Cameo, Lincoln, Romeo), Hit of the Week, y los sellos más baratos de Columbia (Harmony, Diva, Velvet Tone, Clarion), los cuales le dieron a Ellington popular reconocimiento. En OKeh, sus grabaciones eran usualmente publicadas como The Harlem Footwarmers, mientras que las de Brunswick eran publicadas como The Jungle Band. Whoopee Makers y los Ten Black Berries fueron otros seudónimos.
En septiembre de 1927, King Oliver rechazó una reserva regular de su grupo como la banda de la casa en el Cotton Club de Harlem; la oferta pasó a Ellington después de que Jimmy McHugh se lo sugiriera y Mills arreglara una audición. Ellington tuvo que incrementar su grupo de seis a once integrantes para satisfacer los requisitos de audición de la administración del Cotton Club, y el compromiso finalmente comenzó el 4 de diciembre. Con una emisión semanal de radio, la clientela exclusivamente blanca y adinerada se amontonaba cada noche para verlos. En el Cotton Club, el grupo de Ellington tocó toda la música de los revues (shows), los cuales mezclaban comedia, números de danza, vaudeville, burlesque, música y alcohol ilegal. Los números musicales eran compuestos por Jimmy McHugh y las letras por Dorothy Fields (más tarde por Harold Arlen y Ted Koehler), mezclando también algunos originales de Ellington. En esta época de su vida, Ellington se mudó con su segunda esposa, la bailarina Mildred Dixon. Emisiones semanales de radio del club le dieron a Ellington exposición nacional, mientras que también grababa canciones de Fields-JMcHugh y Fats Waller–Andy Razaf.
Aunque el trompetista Bubber MIley fue un miembro de la orquesta sólo por un corto periodo, tuvo una gran influencia en el sonido de Ellington. Como uno de los primeros exponentes del gruñido de trompeta, Miley cambió el dulce sonido de danza de la banda a uno que era más apasionado, al que los contemporáneos llamaron jungle style (estilo de jungla). En octubre de 1927, Ellington y su orquesta grabaron varias composiciones con Adelaide Hall. Una en particular, "Creole Love Call" (Llamada de amor criollo), se volvió una sensación mundial y le otorgó el primer disco de éxito tanto a Ellington como a Hall. Miley había compuesto la mayor parte de "Creole Love Call" y "Black and Tan Fantasy" (Fantasía negra y bronceada). Siendo alcohólico, Miley tuvo que dejar la banda antes de que ganaran mayor fama. Murió en 1932 a la edad de 29 años, pero fue una influencia importante en Cootie Williams, quien lo reemplazó.
En 1929, la Cotton Club Orchestra apareció en el escenario por varios meses con el Show Girl de Florenz Ziegfeld, junto con las estrellas del vaudeville Jimmy Durante, Eddie Foy, Jr., Ruby Keeler, y con música y letras de George Gershwin y Gus Kahn. Will Vodery, supervisor musical de Ziegfled, recomendó a Ellington para el show, y, de acuerdo con Beyond Category: The Life and Genius of Duke Ellington de John Hasse, "Quizá durante las presentaciones del Show Girl, Ellington recibió lo que más tarde llamó 'valiosas lecciones en orquestación por parte de Will Vodery'". En su biografía de 1946, Duke Ellington, Barry Ulanov escribió:

De Vodery, como él mismo (Ellington) dice, tomó sus convicciones cromáticas, sus usos de tonos ordinariamente ajenos a la escala diatónica, con la consecuente alteración del carácter armónico de su música, su ampliación, la profundización de sus recursos. Se ha vuelto costumbre atribuir las influencias clásicas en Duke – Delius, Debussy and Ravel – al contacto directo con su música. De hecho, su seria apreciación de ésos y otros compositores modernos vino después de su encuentro con Vodery.

El trabajo de cine de Ellington comenzó con Black and Tan (1929), un cortometraje de RKO de 19 minutos completamente afroamericano en el cual interpretó al héroe, "Duke". También apareció en el filme Check and Double Check de Amos 'n' Andy, estrenado en 1930. Ese año, él y su orquesta conectaron con una audiencia completamente diferente en el concierto con Maurice Chevalier y también se presentaron en el Roseland Ballroom, el "principal salón de baile de Estados Unidos". El compositor nacido en Australia Percy Grainger fue uno de los primeros admiradores y partidarios. Este último escribió: "Los más grandes compositores que han vivido son Bach, Delius y Duke Ellington. Desafortunadamente Bach está muerto, Delius está muy enfermo pero estamos muy contentos de tener con nosotros hoy a The Duke (El Duque)". El primer periodo de Ellington en el Cotton Club concluyó en 1931.

### Principios de la década de 1930
Ellington dirigía a la orquesta desde el piano haciendo señales en éste y gestos visuales; rara vez condujo usando una batuta. Como líder de banda, no era un estricto disciplinario; mantuvo control de su orquesta con una combinación de encanto, humor, adulación y astuta psicología. Siendo una persona compleja, privada, reveló sus sentimientos sólo a sus más cercano íntimos y usó efectivamente a su persona pública para desviar la atención de sí mismo.

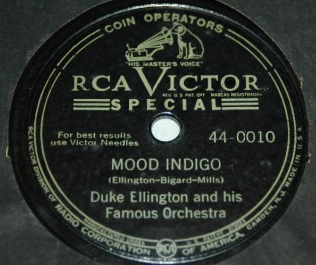
Disco con la grabación de Mood Indigo

Firmó un contrato exclusivo con Brunswick en 1932 y se quedó con ellos hasta finales de 1936 (aunque con un pequeño cambio en 1933–34 con Victor, cuando Irving Mills lo movió temporalmente junto con sus otros actos de Brunswick). A medida que la Gran Depresión empeoraba, la industria discográfica estaba en crisis, dejando a más del 90 % de sus artistas para 1933. Ivy Anderson fue contratada cuando necesitaron de una vocalista en 1931. Ella canta en "It Don't Mean a Thing (If It Ain't Got That Swing)" (1932) entre otras grabaciones. Sonny Greer había proveído voces ocasionales y continuó haciéndolo en una colaboración diafónica con Anderson. La exposición a través de la radio ayudó a Ellington a mantener su perfil público cuando su orquesta comenzaba una gira. Las otras grabaciones de esta era son: "Mood Indigo" (1930), "Sophisticated Lady" (1933), "Solitude" (1934) y "In a Sentimental Mood" (1935).
Mientras que la audiencia estadounidense de la banda siguió siendo principalmente afrodescendiente en este periodo, la orquesta de Ellington tuvo un significante seguimiento fuera del continente, ejemplificado por el éxito de su viaje a Inglaterra y Escocia en 1933 y su visita de 1934 al continente europeo. La visita británica le trajo a Ellington elogios por parte de miembros de la comunidad de música seria, incluyendo el compositor Constant Lambert, lo que impulsó el interés de Ellington por componer obras de mayor duración.
Esas piezas largas ya habían comenzado a aparecer. Compuso y grabó Creole Rhapsody (Rapsodia criolla) en 1931 (publicada en dos lados de un vinilo de 12 pulgadas para Victor y dos lados de un vinilo de 10 pulgadas para Brunswick), y un tributo a su madre, "Reminiscing in Tempo" (Recordando en tempo), lo que tomó cuatro lados de un vinilo de 10 pulgadas y fue grabada en 1935, después de la muerte de su madre ese mismo año. El cortometraje Symphony in Black (también en 1935) incluyó su pieza extendida "A Rhapsody of Negro Life" (Rapsodia de la vida de negro). Introdujo a Billie Holiday, y ganó el premio Óscar como el mejor corto con temática musical. Ellington y su orquesta aparecieron también en los largometrajes Murder at the Vanities y Belle of the Nineties (ambos en 1934).
Para el agente Mills, la atención era un triunfo público, pues Ellington era ahora internacionalmente conocido. En la gira de la banda a través del segregado sur en 1934, evitaron algunas de las dificultades de viaje de los afroamericanos al transportarse en vagones privados. Estos proveyeron alojamientos sencillos, equipo de comida y almacenaje al mismo tiempo que les evitaron las indignidades de las instalaciones segregadas.
Sin embargo, la competencia se intensificaba, pues bandas como la de Benny Goodman comenzaron a recibir atención popular. La danza swing se volvió un fenómeno juvenil, particularmente con audiencias blancas universitarias, y la bailabilidad conducía las ventas de discos y la agenda de conciertos. Las jukeboxes proliferaron nacionalmente, difundiendo el evangelio del swing. La banda de Ellington sin duda tenía swing, pero sus fortalezas eran el modo de ejecución, el matiz y la riqueza de composición, de ahí su declaración de que "el jazz es música, el swing es negocio".

### Finales de la década de 1930
A partir de 1936, Ellington comenzó a realizar grabaciones con grupos más pequeños (sextetos, octetos, y nonetos) formados por miembros de su orquesta de entonces 15 personas, y compuso piezas con la intención de incluir a un insturmentista en específico, como "Jeep's Blues" para Johnny Hodges, "Yearning for Love" para Lawrence Brown, "Trumpet in Spades" para Rex Stewart, "Echoes of Harlem" para Cootie Williams y "Clarinet Lament" para Barney Bigard. En 1937, regresó al Cotton Club, el cual se había mudado al Theater District en el centro de la ciudad. En el verano de ese año, su padre murió, y debido a muchos gastos, sus finanzas estaban apretadas, aunque su situación mejoró el siguiente año.
Después de dejar al agente Irving Mills, firmó con la William Morris Agency. A pesar de esto Mills continuó grabándolo. Después de solo un año, los sellos Master y Variety colapsaron (sus grupos pequeños grabaron con este último), Mills entonces colocó a Ellington de vuelta en Brunswick y a sus pequeñas unidades en Vocalion durante la década de 1940. Piezas bien conocidas continuaron grabándose, "Caravan" en 1937, y "I Let a Song Go Out of My Heart" el siguiente año.
Billy Strayhorn, originalmente contratado como letrista, comenzó su asociación con Ellington en 1939. Apodado "Swee' Pea" (guisante dulce) por su modo apacible, Strayhorn pronto se volvió un miembro vital de la organización de Ellington. Este último mostró gran afición por Strayhorn y nunca falló en hablar elogiosamente del hombre y su relación colaborativa de trabajo, "mi brazo derecho, mi brazo izquierdo, todos los ojos de mi nuca, las ondas cerebrales en mi cabeza, y lo suyo es mío". Strayhorn, con su entrenamiento en música clásica, no sólo contribuyó con letra y música originales, también realizó arreglos y pulió obras de Ellington, volviéndose un segundo Ellington o "El doblde del Duque" ("Duke's doppelganger). Era común para Strayhorn llenar el hueco de Duke, ya fuera conduciendo o ensayando a la banda, tocando el piano, en el escenario, y en el estudio de grabación. La década de los años treinta terminó con una muy exitosa gira europea justo cuando la Segunda Guerra Mundial se cernía sobre Europa.

### Ellington a principios y mediados de la década de 1940

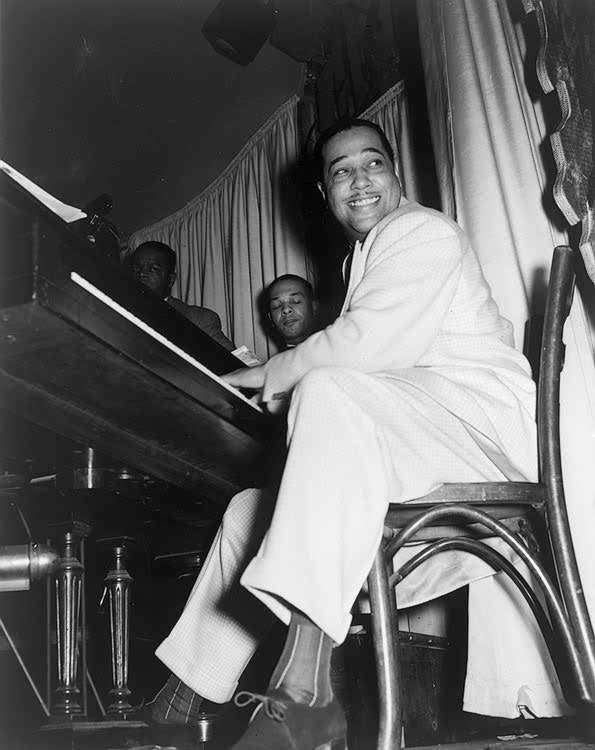
Duke Ellington en el Hurricane Club en Nueva York, mayo de 1943.

Algunos de los músicos que se unieron a Ellington en este tiempo fueron sensación en su propio derecho. Jimmy Blanton, por ejemplo, transformó el uso del contrabajo en el jazz, permitiéndole funcionar como un instrumento solista y melódico, en lugar de ser solamente rítmico. Una enfermedad terminal lo forzó a dejarlo a finales de 1941, después de solo dos años. Ben Webster, el primer saxofonista tenor regular de la orquesta, cuya mayor permanencia con Ellington abarcó de 1939 a 1943, comenzó a rivalizar con Johnny Hodges como la voz principal de la sección de saxofones.
El trompetista Ray Nance se unió reemplazando a Cootie Williams, quien había desertado para unirse a Benny Goodman. Adicionalmente, Nance añadió al violín a los colores instrumentales que Ellington tenía a su disposición. Existen grabaciones del primer concierto de Nance el 7 de noviembre de 1940, en Fargo, Dakota del Norte. Realizada de manera privada por Jack Towers y Dick Burris; estas grabaciones fueron publicadas por primera vez de manera legítima en 1978 como Duke Ellington at Fargo, 1940 Live (Duke Ellington en Fargo, 1940 en vivo); están entre las primeras innumerables presentaciones en vivo que sobreviven. Nance también era vocalista ocasional, aunque Herb Jeffries era el vocalista masculino principal en esta era (hasta 1943) mientras Al Hibbler (quien reemplazó a Jeffries en 1943) continuó hasta 1951. Ivy Anderson dejó al grupo en 1942 después de once años: el más largo término de cualquiera vocalista de Ellington.
Una vez más grabando para Victor (a partir de 1940), con los grupos pequeños grabando para su sello Bluebird, obras maestras de tres minutos cada una en vinilos de 78 rpm continuaron fluyendo desde Ellington, Billy Strayhorn, el hijo de Ellington: Mercer Ellington, y miembros de la orquesta. "Cotton Tail", "Main Stem", "Harlem Airshaft", "Jack the Bear", y docenas de otras piezas datan de este periodo. El éxito de Strayhorn, "Take the "A" Train" en 1941, se volvió el tema de la banda, reemplazando a "East St. Louis Toodle-Oo". Ellington y su orquesta compusieron para una orquesta con voces distintivas que desplegaban tremenda creatividad. Mary Lou Williams, trabajando como arreglista, se uniría brevemente a Ellington unos cuantos años después.

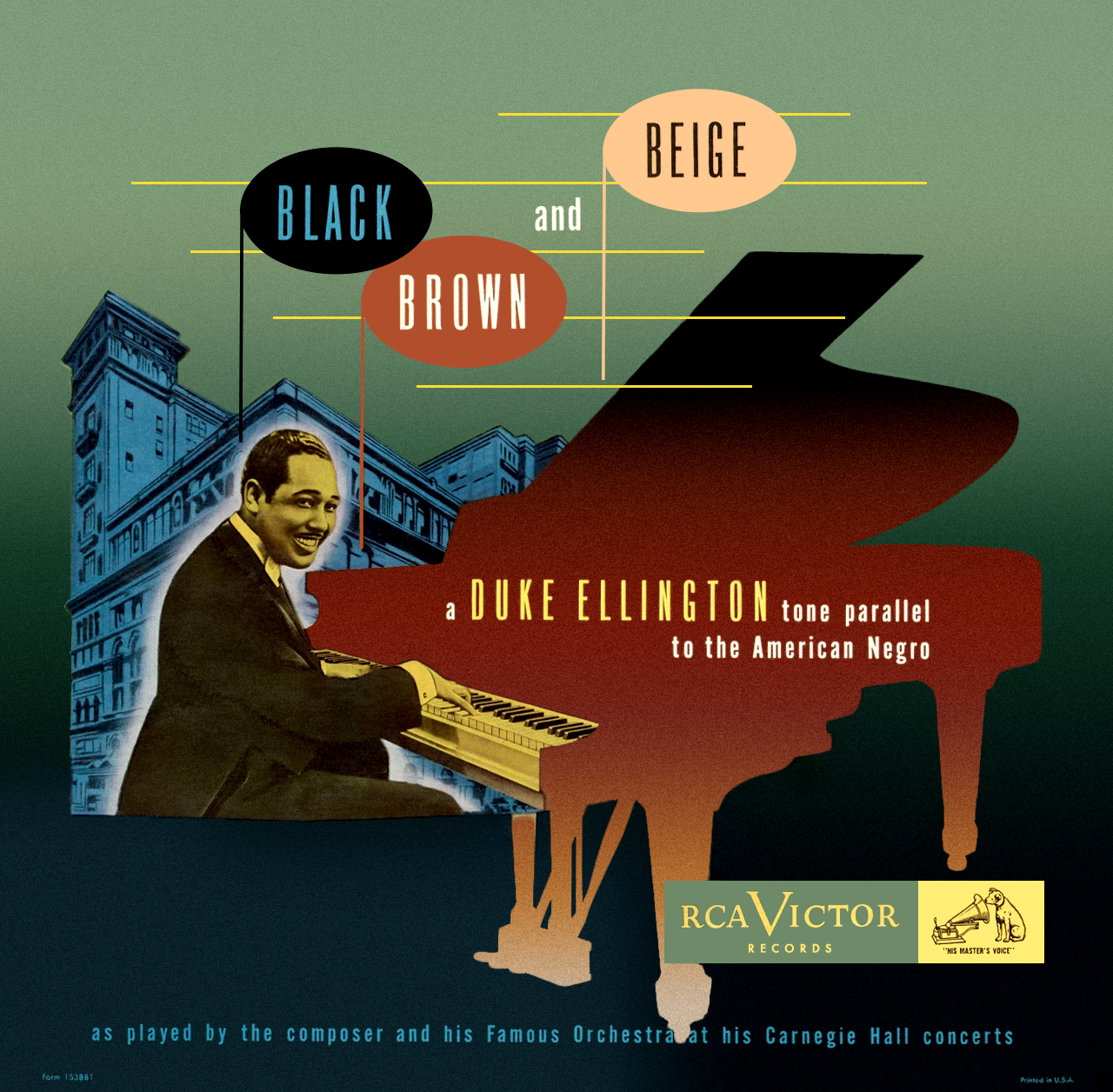
Disco con grabación de Black, Brown and Beige "como fue tocada en los conciertos del Carnegie Hall" (23 de enero de 1943); en esta grabación de RCA Victor Records, se ofrecía la primera recreación en estudio, hecha y publicada poco después de las interpretaciones originales en vivo.

La meta a largo plazo de Ellington, sin embargo, era extender al jazz más allá del límite de tres minutos, el cual dominaba. A pesar de que compuso y grabó algunas piezas antes, tales trabajos se volvieron en ese tiempo una inclusión regular en el repertorio. En esto fue ayudado por Strayhorn, quien había disfrutado de un entrenamiento más completo en las formas asociadas con la música clásica. La primera de estas, "Black, Brown, and Beige" (1943), fue dedicada a contar la historia de los afroamericanos, y el lugar de la esclavitud y la iglesia en su historia. Ellington debutó esta pieza en el Carnegie Hall el 23 de enero de 1943, comenzando una serie de conciertos anuales en ese lugar por los siguientes cuatro años. Aunque algunos músicos de jazz habían tocado en el Carnegie Hall antes, ninguno había presentado algo tan elaborado como la obra de Ellington. Desafortunadamente, comenzando con un patrón regular, en general las obras largas de Ellington no fueron bien recibidas.
Una excepción parcial fue "Jump for Joy", un musical de larga duración basado en temas de identidad afrodescendiente, debutando el 10 de julio de 1941, en el Mayan Theater de Los Ángeles. Luminarias de Hollywood como los actores John Garfield y Mickey Rooney invirtieron en la producción, y Charles Chaplin y Orson Welles ofrecieron dirigirla. Sin embargo, en una de las presentaciones, Garfield insistió en que Herb Jeffries, quien era de tez blanca, usara maquillaje. Ellington objetó en el intervalo, y comparó a Jeffries con Al Jolson. El cambio fue revertido, y el cantante más tarde comentó que la audiencia debió haber pensado que era un personaje totalmente diferente en la segunda mitad del show.
A pesar de haber agotado boletos en sus presentaciones, y haber recibido críticas positivas, corrió tan solo por 122 presentaciones hasta el 29 de septiembre de 1941, con un breve resurgimiento en noviembre de ese año. Su temática no lo hizo atractivo para Broadway; Ellington tenía planes incumplidos de llevarlo ahí. A pesar de su decepción, una producción de Broadway del Beggar's Holiday de Ellington, su libro musical solista, se estrenó el 23 de diciembre de 1946 bajo la dirección de Nicholas Ray.
El establecimiento de la primera huelga de músicos en 1942–44, llevando a un incremento en las regalías pagas a músicos, tuvo un serio efecto en la viabilidad financiera de las big bands, incluyendo la orquesta de Ellington. Sus ingresos como compositor a la larga se subvencionaron. A pesar de siempre gastar profusamente y recibir un respetable ingreso de las operaciones de la orquesta, los ingresos de la banda a menudo solo cubrían los gastos.

### Primeros años de la posguerra
La Segunda Guerra Mundial trajo un rápido fin a la era de las big bands, pues los músicos partieron para servir en el ejército y las restricciones de viaje dificultaron las giras. Cuando la guerra acabó, el enfoque de la música popular cambió hacia cantantes melódicos como Frank Sinatra y Jo Stafford, así que la pieza vocal sin palabras de Ellington,  "Transblucency" (1946) con Kay Davis, no iba a tener un alcance similar. Con la inflación estableciéndose después de 1945, el costo de contratar a las big bands subió, y los dueños de clubes preferían agrupaciones de jazz más pequeñas que tocaran nuevos estilos, como el bebop. El baile en el club también sometió a los dueños de los clubes a nuevos impuestos por el tiempo de guerra, lo que continuó muchos años después, haciendo a las bandas pequeñas más económicas para tales dueños.
Ellington continuó su propio curso a través de estos cambios tectónicos. Mientras que

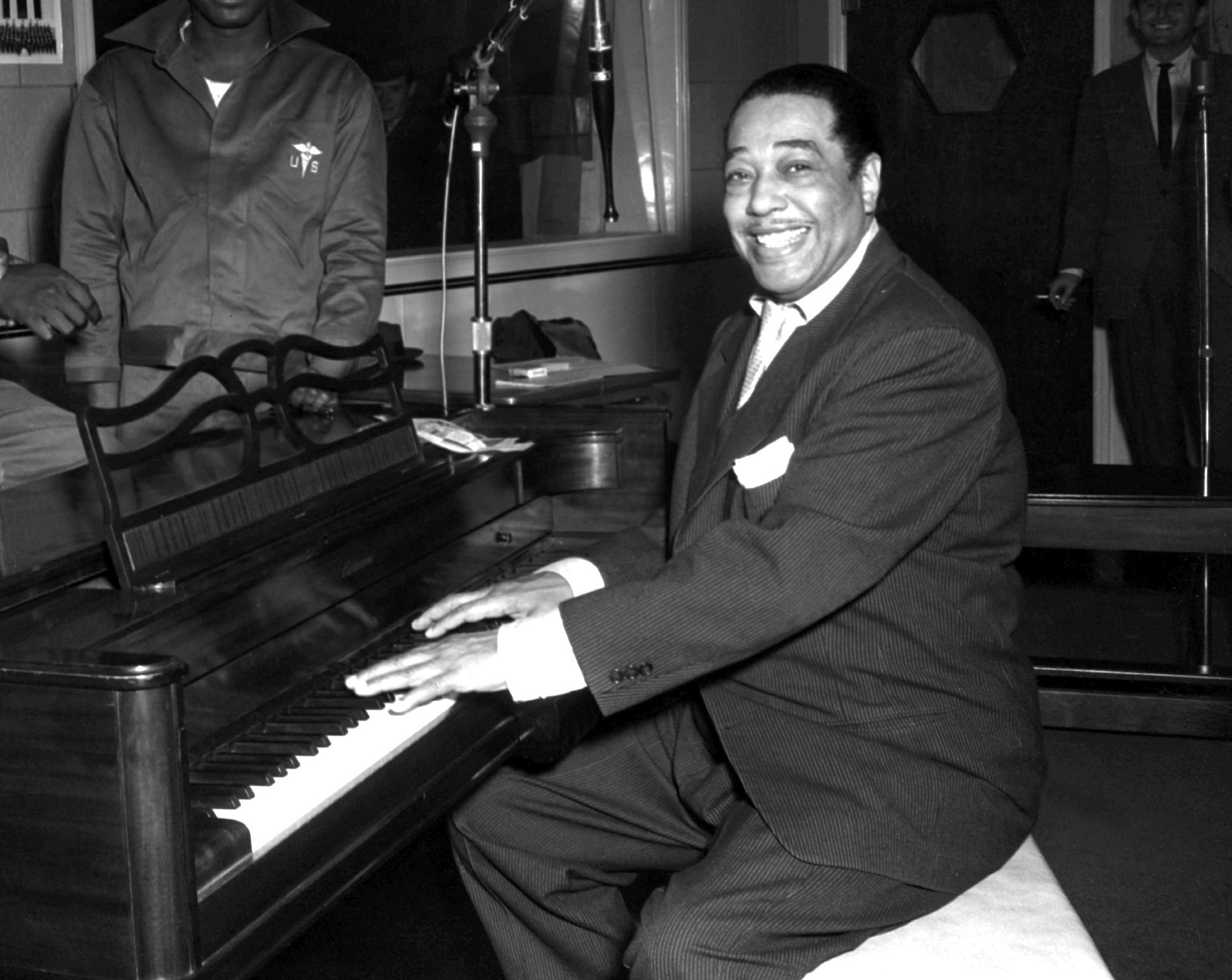
Ellington posando con su piano en el KFG Radio Studio, 3 de noviembre de 1954

Count Basie fue forzado a desmantelar su ensamble y trabajar con un octeto por un tiempo, Ellington fue capaz de ir una gira por la Europa Occidental entre el 6 de abril y el 30 de junio de 1950, con la orquesta tocando en 74 fechas a lo largo de 77 días. Durante la gira, de acuerdo con Sonny Greer, las piezas nuevas no fueron tocadas, aunque la composición extendida de Ellington, Harlem (1950) estaba en procesa de ser completada en estas fechas. Ellington más tarde presentó su composición al presidente melómano Harry S. Truman. También durante este tiempo en Europa, compuso música para una producción teatral de Orson Wells. Titulada Time Runs (El tiempo corre) en París y An Evening With Orson Welles (Una noche con Orson Wells) en Fráncfort, el espectáculo de variedades también incluyó a la recientemente descubierta Eartha Kitt, quien cantó la canción original de Ellington "Hungry Little Trouble" (Pequeño problema hambriento) como Helena de Troya.
En 1951, Ellington sufrió una significante pérdida personal: Sonny Greer, Lawrence Brown, y más importante Johnny Hodges, dejaron el grupo para perseguir otras empresas, aunque solo Greer fue una pérdida permanente. El baterista Louie Bellson reemplazó a Greer, y su "Skin Deep" fue un éxito para Ellington. El instrumentista tenor Paul Gonsalves se unió en diciembre de 1950 después de haber estado por periodos con Count Basie y Dizzy Gillespie, y se quedó en la orquesta por el resto de su vida, mientras que Clark Terry se unió en noviembre de 1951.
Durante el principio de la década de 1950, la carrera de Ellington estaba en un punto bajo, pues su estilo era generalmente visto como fuera de moda, pero su reputación no sufrió tanto como la de otros artistas. André Previn dijo en 1952: "Sabes, Stan Kenton puede pararse frente a mil violines y mil metales y hacer un gesto dramático y cada arreglista de estudio puede asentir con la cabeza y decir, Oh, si, así se hace esto. Pero Duke meramente levanta su dedo, tres cuernos hacen un sonido, y no sé lo que es!". Sin embargo, después de tres años de grabar para Capitol, Ellington careció de una afiliación regular a un estudio.

### Reavivamiento de su carrera
La aparición de Ellington en el Newport Jazz Festival el 7 de julio de 1956, le regresó prominencia y lo introdujo a una nueva generación de admiradores. La pieza "Diminuendo and Crescendo in Blue" comprimió dos melodías que habían estado en el libro de la banda desde 1937, pero habían sido olvidadas hasta que Ellington, quien abruptamente terminó el programa de la banda por el retraso de cuatro músicos clave, pidió las dos melodías a medida que se acercaba la medianoche. Anunciando que las dos piezas estarían separadas por un interludio tocado por el saxofonista tenor Paul Gonsalves, Ellington procedió a dirigir a la banda a través de estas dos piezas, con el solo maratónico de 27 coros de Gonsalvez azotando a la multitud en un frenesí, llevándolo a tocar más allá del toque de queda del tiempo a pesar de las urgentes súplicas del organizador del festival, George Wein, para terminar el programa.
El concierto obtuvo encabezados internacionales, llevando a uno de cinco artículos de portada de la revista Time sobre dedicados a músicos de jazz, y resultando en un álbum producido por George Avakian que se convertiría en LP mejor vendido de la carrera de Ellington. Mucha de la música en el vinilo LP era, en efecto, simulada, con solo cerca del 40 % siendo grabaciones del concierto mismo. De acuerdo con Avakian, Ellington estaba insatisfecho con aspectos del concierto y sintió que a los músicos les faltó ensayar. La banda se reunió el día siguiente para regrabar varios números con la adición del sonido artificial de una multitud, lo cual no se dio a conocer a los compradores del álbum. Hasta 1999 se publicó la apropiada grabación completa del concierto por primera vez. La atención reavivada traída por la aparición en el Newport no debería haber sorprendido a cualquiera, Johnny Hodges había regresado el año previo, y la colaboración de Ellington con Strayhorn había sido renovada por las mismas fechas, bajo términos más dóciles para el joven hombre.
El álbum original Elligton at Newport fue la primera publicación en un nuevo contrato discográfico con Columbia Records lo que produjo varios años de estabilidad discográfica, principalmente bajo el productor Irving Townsend, quien realizó producciones tanto comerciales como artísticas de Ellington.
En 1957, la CBS (corporación matriz de Columbia Records) transmitió al aire una producción televisiva en vivo llamada A Drum Is a Woman (Un tambor es una mujer), una suite alegórica que recibió críticas mezcladas. Su esperanza de que la televisión proveería un significante nuevo punto de venta para este tipo de jazz no se realizó. Los gustos y tendencias se habían movido sin él. Apariciones en festivales en el nuevo Monterey Jazz Festival y otros lados, proveyeron lugares para exposición en vivo, y una gira europea en 1958 fue bien recibida. Such Sweet Thunder (1957), basada en obras y personajes de Shakespeare, y The Queen's Suite (1958), dedicada a la reina Elizabeth II de Gran Bretaña, fueron productos del ímpetu renovado que la aparición en el Newport ayudó a crear, aunque el trabajo posterior no fue comercialmente publicado en ese tiempo. El final de la década de 1950 también vio a Ella Fitzgerald grabar su Duke Ellington Songbook (Libro de canciones de Duke Ellington, con el sello Verve) con Ellington y su orquesta—este fue un reconocimiento de que las canciones de Ellington se habían vuelto parte del canon cultural conocido como 'Great American Songbook' (Gran libro estadounidense de canciones).
Ellington en este tiempo (junto con Strayhorn) comenzó a trabajar directamente en composiciones para banda sonora de filmes, en particular para Anatomy of a Murder (Anatomía de un asesinato, 1959), con James Stewart, en la que Ellington aparece al frente de un combo en una bar de carretera, y Paris Blues (Blues de París, 1961), en la cual aparecen Paul Newman y Sidney Poitier como músicos de jazz. El crítico musical Mark Stryker, del Detroit Free Press, concluye que el trabajo de Billy Strayhorn y Ellington en Anatomy of a Murder, un drama de tribunal de primera instancia dirigido por Otto Preminger, es "indispensable, [aunque]... demasiado vago para clasificarlo en el escalón más alto entre las suites maestras de Ellington-Strayhorn como Such Sweet Thunder y The Far East Suite, pero sus momentos más inspiradores las igualan".

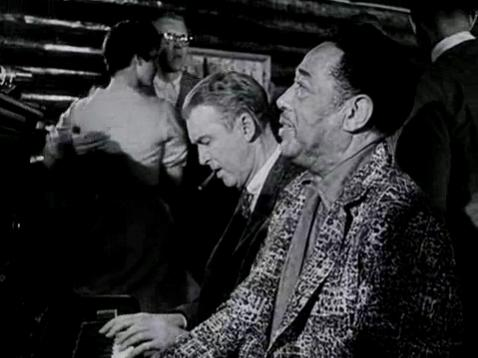
James Stewart y Ellington en Anatomy of a Murder.

Historiadores de cine han reconocido a esta banda sonora como "un punto de referencia – la primera música significante de Hollywood hecha por afroamericanos comprendiendo la música no diegética, es decir, músico cuya fuente no es visible o implícita en la acción del filme, como una banda en pantalla". La partitura evitó estereotipos musicales que previamente habían caracterizado a las bandas sonoras de jazz y rechazó la estricta adherencia a los visuales en formas que presagiaron la nueva ola del cine de los sesenta. Ellington y Strayhorn, siempre buscando nuevos territorios musicales, produjeron suites para la novela Sweet Thursday, de John Steinbeck, Nutcracker Suite (Suite de El cascanueces) de Chaikovski y Peer Gynt de Edvard Grieg.
A principios de la década de 1960, Ellington realizó grabaciones con artistas que habían sido amistosos rivales en el pasado, o eran músicos jóvenes con enfoque en estilos posteriores. Las orquestas de Ellington y Count Basie grabaron juntas. Durante un periodo en el cual Ellington estaba entre contratos de grabación, realizó discos con Louis Armstrong (en Roulette Records), Coleman Hawkins, John Coltrane (ambos para Impulse! Records) y participó en una sesión con Charles Mingus y Max Roach la cual produjo el álbum Money Jungle (con el sello United Artists). Firmó con el nuevo sello Reprise label de Frank Sinatra, pero la asociación con este fue corta.

Músicos que previamente habían trabajado con Ellington, regresaron a la orquesta como miembros: Lawrence Brown en 1960 y Cootie Williams en 1962.
"La escritura e interpretación de la música es una cuectión de intención...No puedes simplemente lanzar una brocha contra la pared y llamarle arte a lo que sea que suceda. Mi música encaja la personalidad tonal del músico. Pienso muy fuerte en términos de alterar mi música para encajar con el artista para ser impresionado por la música accidental. No puedes tomar en serio los garabatos".
 Ahora estaba tocando alrededor del mundo; una significativa parte de cada año era gastada en giras extranjeras. Como consecuencia, formó nuevas relaciones de trabajo con artistas alrededor del mundo, incluyendo a la vocalista sueca Alice Babs, y a los músicos sudafricanos Dollar Brand y Sathima Bea Benjamin (A Morning in Paris, 1963/1997).
Escribió una partitura original para la producción, por parte del director Michael Langham, de la obra de Shakespeare Timon of Athens (Timón de Atenas) para el Stratford Festival en Ontario, Canadá, la cual se estrenó el 29 de julio de 1963. Langham la ha usado para varias subsecuentes producciones, incluyendo una muy posterior adaptación por Stanley Silverman en la que expande la composición con algunas de las obras mejor conocidas de Ellington.

### Últimos años

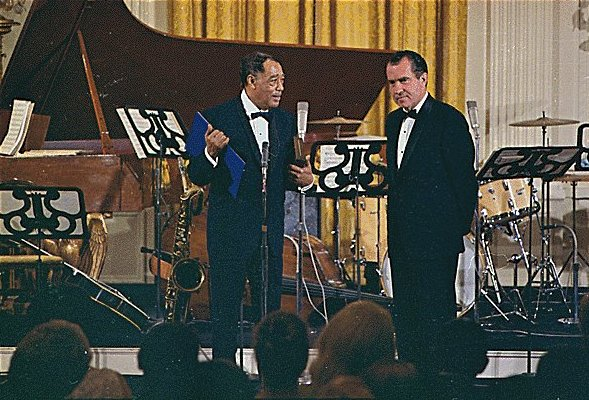
Ellington recibiendo la Medalla Presidencial de la Libertad por parte del presidente Nixon en 1969.

Ellington ganó una nominación al Premio Pulitzer de Música en 1965, pero otro nominado fue seleccionado. Entonces, el hombre de 66 años dijo: "El destino ha sido amable conmigo. El destino no quiere que sea famoso demasiado joven". En 1999 fue de manera póstuma premiado con un Premio Pulitzer especial (no el premio de Música), "conmemorando el centenario de su nacimiento, en reconocimiento de su genio musical, el cual evocó estéticamente los principios de la democracia a través del medio del jazz y así, haciendo una indeleble contribución al arte y cultura".
En septiembre de 1965, estrenó el primero de sus Sacred Concerts (Conciertos sagrados). Creó una liturgia cristiana de jazz. Aunque el trabajo recibió críticas mezcladas, Ellington estaba orgullosos de la composición y la ejecutó docenas de veces. Esto concierto fue seguido por otros dos del mismo tipo en 1968 y 1973, conocidos como los Segundo y Tercero conciertos sagrados (Second and Third Sacred Concerts). Esto generó controversia en lo que era ya un tiempo tumultuoso en Estados Unidos. Muchos vieron a las suites de Sacred Music (Música sagrada) como un intento de reforzar el apoyo comercial a la religión organizada, aunque Ellington simplemente dijo que era "la cosa más importante que he hecho". El piano Steinway sobre el cual fueron compuestos los Conciertos sagrados, es parte de una colección del Museo Nacional de Historia Estadounidense del Instituto Smithsoniano. Al igual que Haydn y Mozart, Ellington condujo a su orquesta desde el piano – siempre tocó las partes del piano cuando los Conciertos sagrados fueron ejecutados.
A pesar de su edad avanzada (cumplió 65 en la primavera de 1964), no mostró señales de ralentizar mientras continuaba haciendo vitales e innovadoras grabaciones, incluyendo The Far East Suite (1966), New Orleans Suite (1970), Latin American Suite (1972) y The Afro-Eurasian Eclipse (1971), muchas de ellas inspiradas por sus giras mundiales. Fue durante este tiempo que grabó su único álbum con Frank Sinatra, titulado Francis A. & Edward K. (1967).
Aunque hizo dos apariciones más en el escenario antes de su muerte, tocó el que es considerado su último concierto completo en un salón de baile de la Universidad del Norte de Illinois el 20 de marzo de 1974.
Los tres últimos shows que dio junto con su orquesta fueron el 21 de marzo de 1973 en el Salón de Música de la Universidad Purdue y dos el 22 de marzo de 1973 en el Auditorio Sturges-Young en Sturgis, Míchigan.
Ellington dejó de existir el 24 de mayo de 1974 por complicaciones de cáncer pulmonar y neumonía, unas semanas después de su cumpleaños número 75. En su funeral, al que atendieron más de 12 000 personas en la Catedral de San Juan el Divino, Ella Fitzgerald resumió la ocasión, "Es un día muy triste. Un genio ha fallecido". Fue enterrado en el Cementerio Woodlawn, en El Bronx, ciudad de Nueva York.
Seguido de la muerte de Duke, su hijo Mercer tomó el liderazgo de la orquesta, continuando hasta su propia muerte en 1996. Al igual que la orquesta de Count Basie, este grupo continuó publicando álbumes mucho tiempo después de la muerte de Ellington. Digital Duke, acreditada a The Duke Ellington Orchestra, ganó el Premio Grammy al mejor álbum jazz conjunto en 1988. Mercer Ellington había manejado todos los aspectos administrativos del negocio de su padre por varias décadas. Los hijos de Mercer continuaron una conexión con el trabajo de su abuelo.

## Vida personal

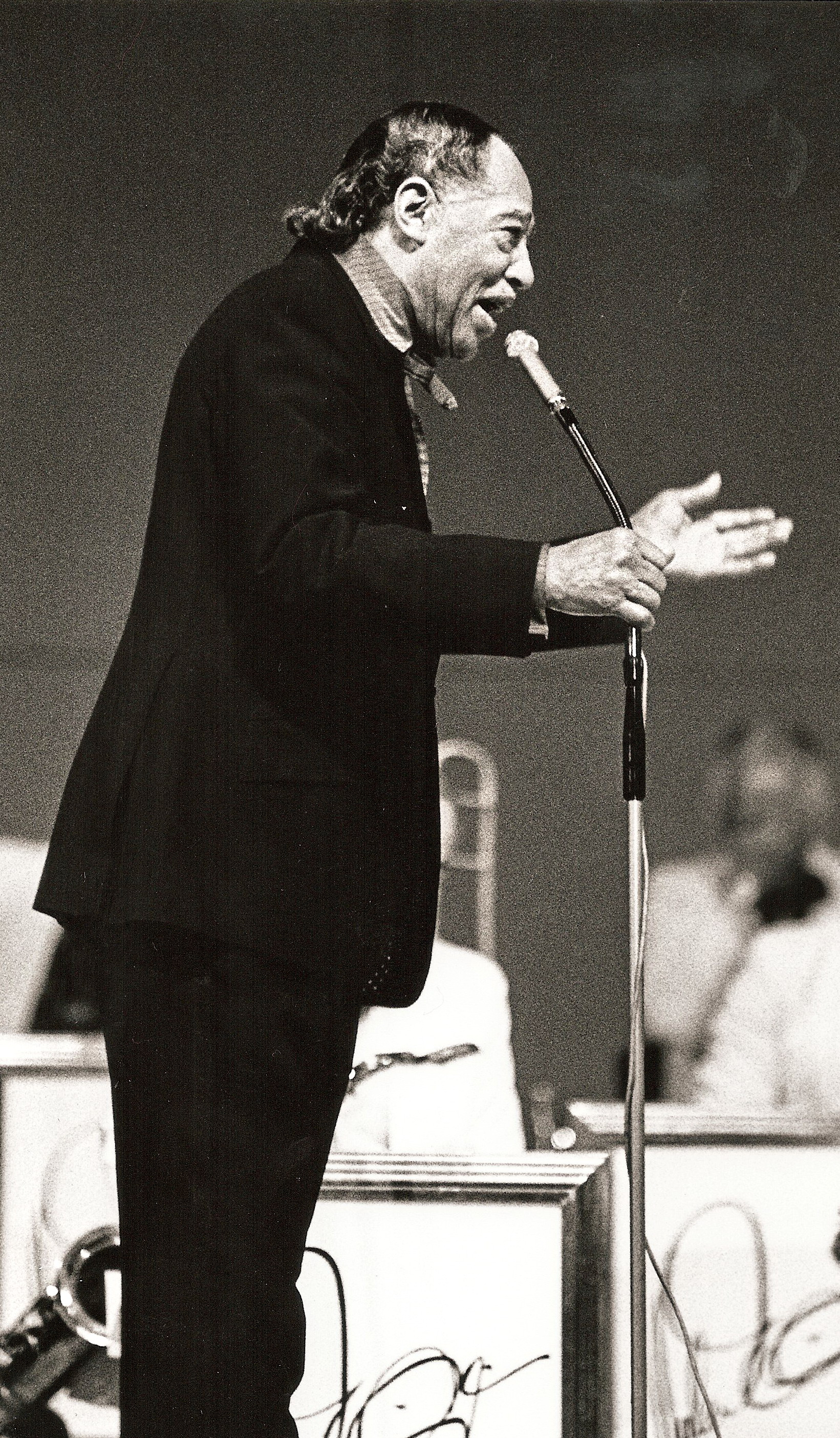
Ellington en 1973

Ellington se casó con su novia de la secundaria, Edna Thompson (1967), el 2 de julio de 1918, cuando tenía 19 años. La primavera siguiente, el 11 de marzo de 1919, Edna dio a luz a su único hijo, Mercer Kennedy Ellington.
A Ellington se le unieron su esposa e hijo en la ciudad de Nueva York a finales de los años veinte, pero la pareja pronto se separó permanentemente. De acuerdo con su obituario en la revista Jet, ella sentía "nostalgia por Washington" y regresó. En 1928, Ellington se volvió el compañero sentimental de Mildred Dixon, quien viajó con él, administró Tempo Music, inspiró canciones en la cumbre de su carrera, y crio a su hijo Mercer.
En 1938 él dejó a su familia (su hijo tenía entonces 19 años) y se mudó con Beatrice "Elvie" Ellis, una empleada del Cotton Club. Su relación, aunque tormentosa, continuó después de que Ellington conociera e iniciara una relación con Fernanda de Castro Monte a principios de la década de 1960. Ellington apoyó a ambas mujeres por el resto de su vida..

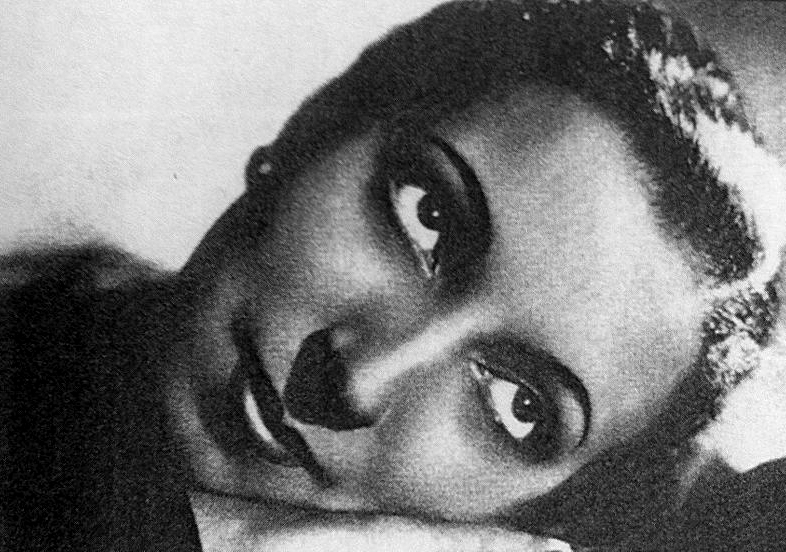
Mildred Dixon – compañera sentimental de Ellington; su hijo Mercer se refería a ella como su madre.

La hermana de Ellington, Ruth (1915–2004) más tarde encabezaría Tempo Music, su compañía de publicaciones musicales. El segundo esposo de Ruth era el bajo-barítono McHenry Boatwright, a quien ella conoció cuando cantó en el funeral de su hermano.
En la edad adulta, el hijo Mercer Ellington (1919-1996) tocó trompeta y piano, y dirigió su propia banda. También trabajó como el gerente de negocios de su padre, finalmente tomando completo control de la banda después de la muerte de Duke. Fue un importante archivista de la vida musical de su padre.

## Legado

### Memoriales
Numerosos memoriales han sido dedicados a Duke Ellington, en ciudades como Nueva York y Washington D. C. hasta Los Ángeles. Ellington está enterrado en el cementerio Woodlawn, en el Bronx, ciudad de Nueva York.
En su lugar de nacimiento, Washington D. C., la Duke Ellington School of the Arts educa a estudiantes talentosos que están considerando tener carreras en las artes. Originalmente construido en 1935, el puente Calvert Street fue renombrado el puente Duke Ellington en 1974.
En 1989, una placa de bronce fue incrustada en un edificio recientemente llamado Edificio Duek Ellington, en el 2121 de Ward Place, NW. En 2012, el nuevo dueño del edificio comisionó un mural a Aniekan Udofia que aparece arriba de las letras "Duke Ellington".
En 2010, el parque triangular frente a la calle donde Duke Ellington nació, en la intersección de las calles New Hampshire y M, NW, fue llamado el Duke Ellington Park (Parque Duke Ellington). La residencia de Ellington en el 2728 de Sherman Avenue, NW, durante los años 1919–1922, es marcada con una placa de bronce.
El 24 de febrero de 2009, la Casa de Moneda de los Estados Unidos lanzó una nueva moneda con la cara de Duke Ellington, haciéndolo el primer afrodescendiente en aparecer en una moneda estadounidense circulante. Ellington apareció en el lado reverso del cuarto de dólar del Distrito de Columbia. La moneda es parte del programa del U. S. Mint honrando al Distrito y los Territorios de los Estados Unidos y celebra el lugar de nacimiento de Duke Ellington en el Distrito de Columbia. Ellington es representado en el cuarto de dólar sentado frente al piano, partitura en mano, junto con la inscripción "Justice for All" (Justicia para todos), el cual es el lema del Distrito.

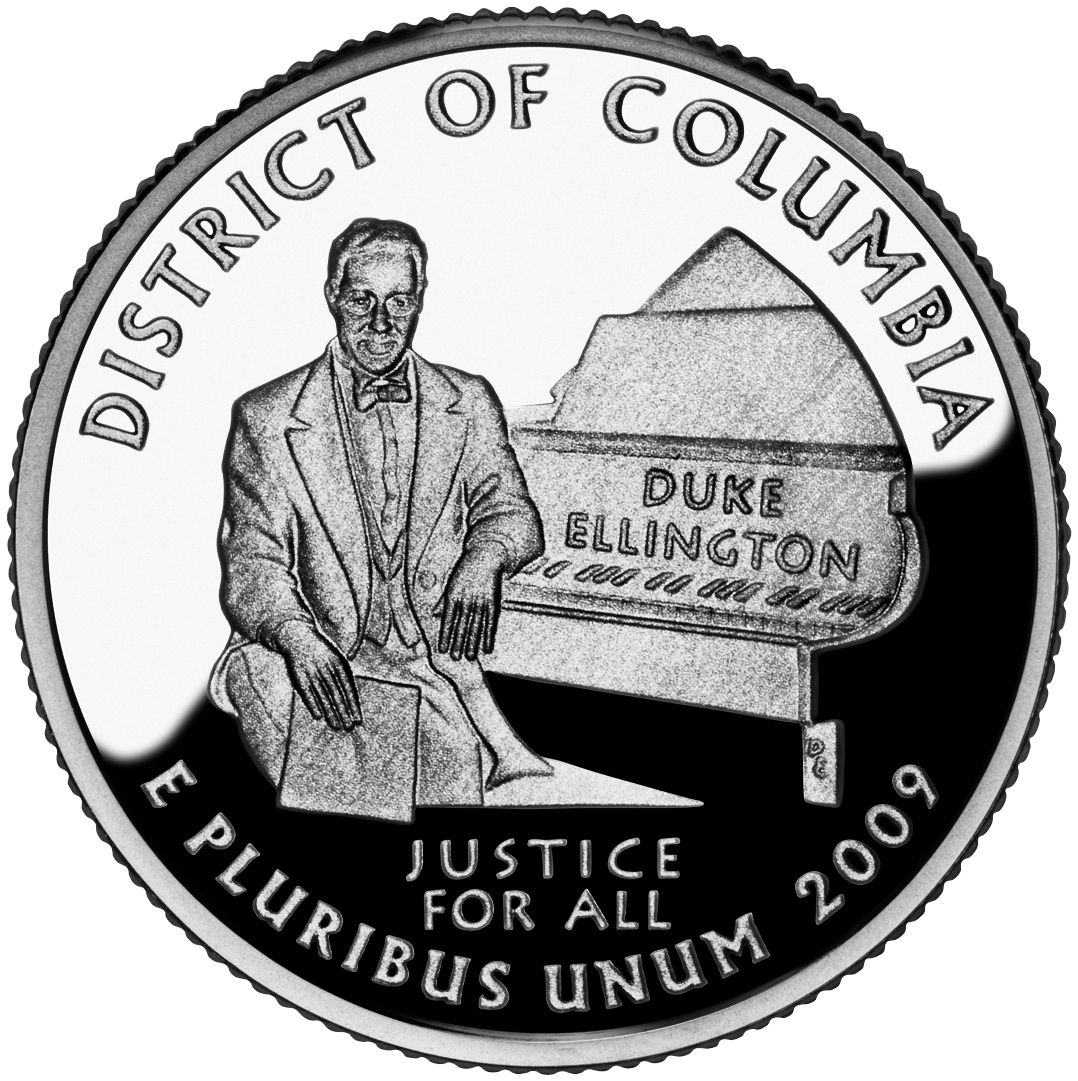
Ellington en el cuarto de dólar de Washington D. C. lanzado en 2009.

Ellington vivó por años en una casa en la esquina de Riverside Drive y West 106th Street, en Manhattan. Después de su muerte, la West 106th Street fue oficialmente renombrada como Duke Ellington Boulevard. Un gran monumento a Ellington, creado por el escultor Robert Graham, fue dedicado en 1997 en el Central Park de Nueva York, cerca de la Quinta Avenida y la calle 110, una intersección llamado Duke Ellington Circle (Círculo Duke Ellington).
Una estatua de Duke Ellington en el piano se encuentra en la entrada del Salón Schoenberg de la UCLA. De acuerdo con la revista de la UCLA:

Cuando esudiantes de la UCLA fueron puestos en trance por las melodías provocativas de Duke Ellington en el club Culver City en 1937, le pidieron al gran músico en ciernes que tocara un concierto gratis en el Salón Royce. '¡He estado esperando a alguien que nos lo pida!' exclamó Ellington.

El día del concierto, Ellington accidentalmente confundió las avenidas y condujo hacia la USC en lugar de la UCLA. Eventualmente llegó al campus de la UCLA y, para disculparse por su tardanza, tocó para la multitud apretujada por más de cuatro horas. Y así, "Sir Duke" y su grupo tuvo su primera presentación de jazz en una sala de conciertos.

La Essentially Ellington High School Jazz Band Competition and Festival (Competencia y festival Esencialmente Ellington de bandas de jazz de secundaria) es una renombrada competencia anual de para prestigiosas bandas de secundaria. Comenzó en 1996 en el Jazz at Lincoln Center, el festival es nombrado en honor a Ellington porque se enfoque principalmente en sus obras.

### Tributos
Gunther Schuller escribió en 1989
Ellington compuso incesantemente hasta el final de sus días. La música fue en verdad su amante; era totalmente su vida y su compromiso fue incomparable e inalterable. En el jazz fue un gente entre gigantes. Y en la música del siglo XX, tal vez algún día sea reconocido como parte de la docena de grandes maestros de nuestro tiempo.
Martin Williams dijo: "Duke Ellington vivió lo suficiente para escuchar ser nombrado entre nuestros mejores compositores. Y desde su muerte en 1974, no se ha vuelto para nada fuera de lo común ver su nombre, junto con el de Charles Ives, como el de los mejores compositores que hemos producido, sin importar la categoría".
En opinión de Bob Blumenthal de The Boston Globe en 1999: "[e]n el siglo desde su nacimiento, no ha habido otro gran compositor, estadounidense o de otro lugar, más que Edward Kennedy Ellington".
En 2002, el académico Molefi Kete Asante listó a Duke Ellington en su lista de 100 grandes afroamericanos.

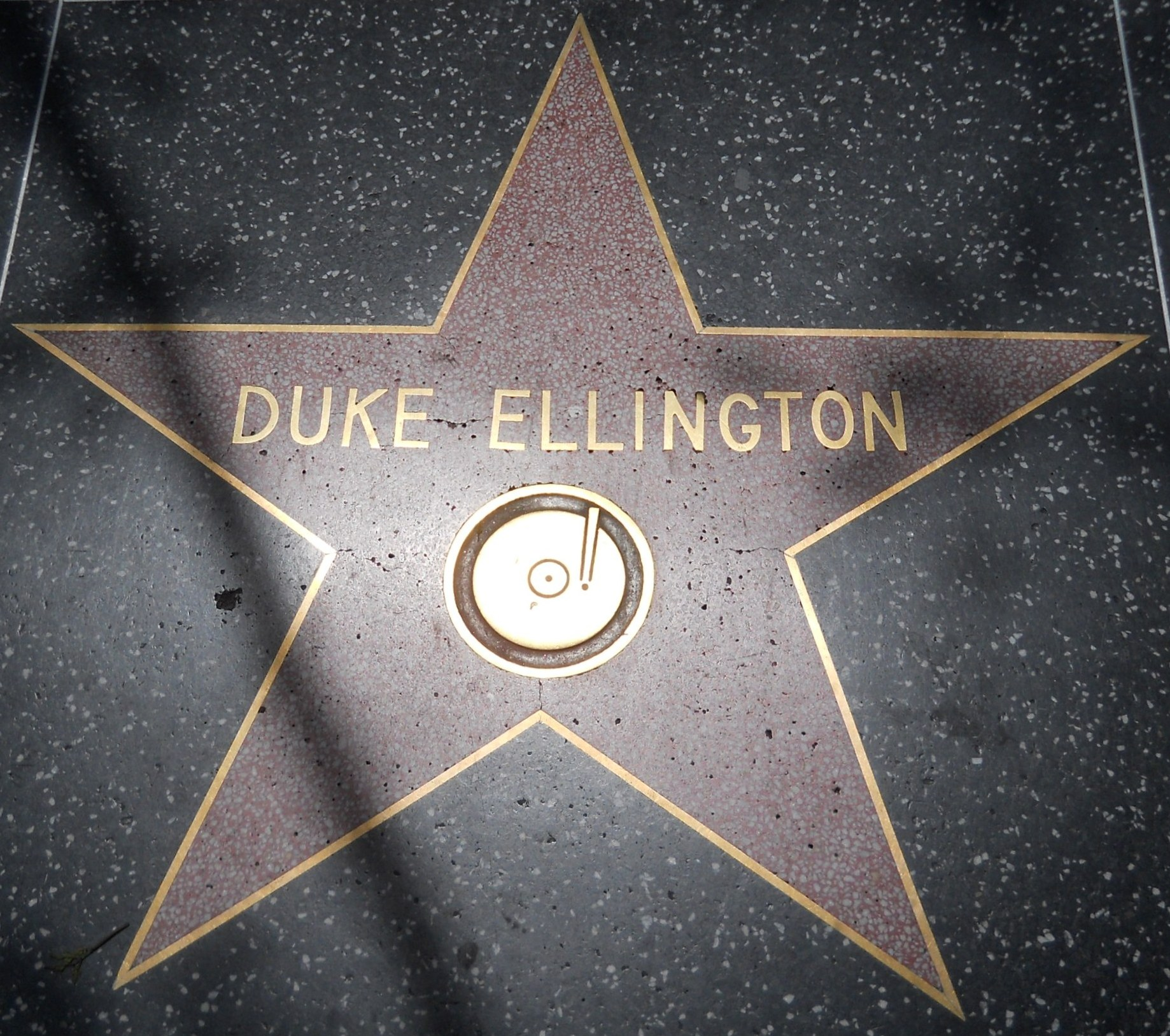
Estrella en el Hollywood Walk of Fame, en el 6535 Hollywood Blvd.

Mientras que sus composiciones son ahora la grapa del repertorio de conservatorios de música,[cita requerida] han sido revisadas por artistas y músicos alrededor del mundo tanto como fuente de inspiración como una base para sus propias carreras
- Dave Brubeck dedicó "The Duke" (1954) a Ellington y se volvió un standar interpretado por otros,[78] cuando Ellington aún vivía (por ejemplo, Miles Davis en Miles Ahead, 1957) y también póstumamente (como George Shearing en I Hear a Rhapsody: Live at the Blue Note, 1992). El álbum The Real Ambassadors tiene una versión vocal de esta pieza, "You Swing Baby (The Duke)", con letras de Iola Brubeck, esposa de Dave Brubeck. Es tocada como un dueto entre Louis Armstrong y Carmen McRae, también dedicado a Ellington.
- Miles Davis creó su canto fúnebre de media hora, "He Loved Him Madly" (en Get Up with It) como un tributo a Ellington un mes después de su muerte.
- Stevie Wonder escribió la canción "Sir Duke" como un tributo a Ellington en 1976.
- Joe Jackson interpretó el trabajo de Ellington en The Duke (2012)[79] con nuevos arreglos y colaboraciones de Iggy Pop, Sharon Jones y Steve Vai.

Hay cientos de álbumes dedicados a la música de Duke Ellington y Billy Strayhorn por artistas famosos y oscuros. Sophisticated Ladies, un premiado show musical de 1981, incorporó muchas melodías del repertorio de Ellington. Un segundo musical de Broadway interpolando música de Elington, Play On!, debutó en 1997.

## Premios y distinciones
Premios Óscar
| Año  | Categoría                                  | Película    | Resultado |
| ---- | ------------------------------------------ | ----------- | --------- |
| 1962 | Mejor orquestación de una película musical | Paris Blues | Nominado  |

- 1960, Paseo de la fama de Hollywood, contribución a la industria discográfica.
- 1966, Grammy Lifetime Achievement Award.[4]
- 1969, la Medalla Presidencial de la Libertad, el más alto premio civil en Estados Unidos.[4]
- 1971, un doctorado honorario del Berklee College of Music[4]
- 1973, la Legión de Honor por Francia, los más altos honores civiles.[4]
- 1999, Premio Pulitzer Especial póstumo por sus contribuciones de toda la vida a la música y cultura.

### Premios Grammy
Ellington ganó 12 Premios Grammy de 1959 al 2000, tres de los cuales fueron póstumos.
| Historial de Premios Grammy de Duke Ellington | |                                                                         |             |           |
| Año                                           | Categoría                                                                                                | Título                                                                  | Género      | Resultado |
| 1999                                          | Álbum histórico                                                                                          | The Duke Ellington Centennial Edition RCA Victor Recordings (1927–1973) | Jazz        | Ganador   |
| 1979                                          | Mejor presentación de jazz instrumental, Big band                                                        | Duke Ellington At Fargo, 1940 Live                                      | Jazz        | Ganador   |
| 1976                                          | Mejor presentación de jazz por una big band                                                              | The Ellington Suites                                                    | Jazz        | Ganador   |
| 1972                                          | Mejor presentación de jazz por una big band                                                              | Togo Brava Suite                                                        | Jazz        | Ganador   |
| 1971                                          | Mejor presentación de jazz por una big band                                                              | New Orleans Suite                                                       | Jazz        | Ganador   |
| 1968                                          | Mejor presentación de jazz instrumental – Grupo grande o solista con grupo grande                        | ... And His Mother Called Him Bill                                      | Jazz        | Ganador   |
| 1967                                          | Mejor presentación de jazz instrumental – Grupo grande o solista con grupo grande                        | The Far East Suite                                                      | Jazz        | Ganador   |
| 1966                                          | Mejor composición de jazz original                                                                       | "In The Beginning God"                                                  | Jazz        | Ganador   |
| 1965                                          | Mejor presentación de jazz instrumental – Grupo grande o solista con grupo grande                        | Ellington '66                                                           | Jazz        | Ganador   |
| 1959                                          | Mejor presentación por una banda de danza                                                                | Anatomy of a Murder                                                     | Pop         | Ganador   |
| 1959                                          | Mejor composición musical grabada por primera vez y publicada en 1959 (más de cinco minutos de duración) | Anatomy of a Murder                                                     | Composición | Ganador   |
| 1959                                          | Mejor álbum de banda sonora – música de fondo de película o programa de televisión                       | Anatomy of a Murder                                                     | Composición | Ganador   |

### Salón de la Fama de los Grammy
Grabaciones de Duke Ellington fueron introducidas en el Salón de la Fama de los Grammy, el cual es un premio Grammy rspecial establecido en 1973 en honor a grabaciones que tienen al menos 25 años de antigüedad, y que tienen significado cualitativo o histórico.
| Duke Ellington: Premio del Salón de la Fama de los Grammy |                                                      |                 |            |                     |
| Año de grabación                                          | Título                                               | Género          | Sello      | Año de introducción |
| 1932                                                      | "It Don't Mean a Thing (If It Ain't Got That Swing)" | Jazz (sencillo) | Brunswick  | 2008                |
| 1934                                                      | "Cocktails for Two"                                  | Jazz (sencillo) | Victor     | 2007                |
| 1957                                                      | Ellington at Newport                                 | Jazz (álbum)    | Columbia   | 2004                |
| 1956                                                      | "Diminuendo and Crescendo in Blue"                   | Jazz (sencillo) | Columbia   | 1999                |
| 1967                                                      | The Far East Suite                                   | Jazz (álbum)    | RCA        | 1999                |
| 1944                                                      | Black, Brown and Beige                               | Jazz (sencillo) | RCA Victor | 1990                |
| 1928                                                      | "Black and Tan Fantasy"                              | Jazz (sencillo) | Victor     | 1981                |
| 1941                                                      | "Take the "A" Train"                                 | Jazz (sencillo) | Victor     | 1976                |
| 1931                                                      | "Mood Indigo"                                        | Jazz (sencillo) | Brunswick  | 1975                |

### Honores e inducciones
| Año  | Categoría                                                  | Notas                                                           |
| ---- | ---------------------------------------------------------- | --------------------------------------------------------------- |
| 2009 | Cuarto de dólar conmemorativo                              | Programa de cuártos de dólar de D. C. y Territorios de E. U. A. |
| 2008 | Gennett Records Paseo de la Fama                           |                                                                 |
| 2004 | Nesuhi Ertegün Jazz Hall of Fame en Jazz at Lincoln Center |                                                                 |
| 1999 | Premio Pulitzer                                            | Mención Especial                                                |
| 1992 | Oklahoma Jazz Hall of Fame                                 |                                                                 |
| 1986 | Estampa estadounidense conmemorativa de 22¢                | Publicada el 29 de abril de 1986                                |
| 1978 | Big Band and Jazz Hall of Fame                             |                                                                 |
| 1973 | Legión de Honor francesa                                   | 6 de julio de 1973                                              |
| 1973 | Grado honorario en música de Columbia University           | 16 de mayo de 1973                                              |
| 1971 | Grado doctoral honorario de Berklee College of Music       |                                                                 |
| 1971 | Doctorado honorario en música de Howard University         |                                                                 |
| 1971 | Salón de la fama de escritores de canciones                |                                                                 |
| 1969 | Medalla Presidencial de la Libertad                        |                                                                 |
| 1968 | Premio Grammy Trustees                                     | Premio de mérito especial                                       |
| 1967 | Grado honorario de doctor en música de Yale University     |                                                                 |
| 1966 | Premio Grammy a la carrera artística                       |                                                                 |
| 1964 | Grado honorífico, Milton College, Wisconsin                |                                                                 |
| 1959 | Medalla Spingarn de la NAACP                               |                                                                 |
| 1956 | Inducción al Down Beat Jazz Hall of Fame inductee          |                                                                 |